# Bola d'or (hoquei sobre patins)
La Bola d'or és un trofeu esportiu d'hoquei sobre patins que acredita als màxims golejadors de l'OK Lliga masculina i femenina de la temporada. Promogut per SER Catalunya i amb la col·laboració de la Federació Espanyola de Patinatge, s'atorga anualment des de la temporada 2017-18.

## Llistat de guardonats
| Edició | Temporada | Masculí                      | Gols | Femení                              | Gols | refs. |
| ------ | --------- | ---------------------------- | ---- | ----------------------------------- | ---- | ----- |
| I      | 2017-18   | Raül Marín Reus Deportiu     | 58   | Gemma Solé Cerdanyola CH            | 38   |       |
| II     | 2018-19   | Pablo Álvarez FC Barcelona   | 48   | Maria Díez CP Manlleu               | 41   | [ 1 ] |
| III    | 2019-20   | Pablo Álvarez FC Barcelona   | 38   | Maria Díez CP Manlleu               | 32   | [ 2 ] |
| III    | 2020-21   | Alex Rodríguez Reus Deportiu | 52   | Aina Florenza HC Palau de Plegamans | 52   |       |
| IV     | 2021-22   | Pau Bargalló FC Barcelona    | 39   | Aina Florenza HC Palau de Plegamans | 47   | [ 3 ] |
| V      | 2022-23   | Martí Casas CP Calafell      | 40   | Aina Florenza HC Palau de Plegamans | 45   | [ 4 ] |
| VI     | 2023-24   |                              |      | Aina Florenza HC Palau de Plegamans | 47   | [ 5 ] |
| VII    | 2024-25   | Àlex Rodríguez CP Voltregà   | 32   | Sara Roces Telecable HC             | 43   | [ 6 ] |
| VII    | 2024-25   | Àlex Rodríguez CP Voltregà   | 32   | Aina Florenza HC Palau de Plegamans | 43   | [ 6 ] |